# Haute-Amance

Haute-Amance este o comună în departamentul Haute-Marne din nord-estul Franței. În 2009 avea o populație de 994 de locuitori.

## Evoluția populației
| An        | 1975  | 1982  | 1990  | 1999  | 2006  | 2009 |
| --------- | ----- | ----- | ----- | ----- | ----- | ---- |
| Populație | 1.106 | 1.190 | 1.062 | 1.018 | 1.001 | 994  |